# 16357 Risanpei
16357 Risanpei este un asteroid din centura principală de asteroizi.

## Descriere
16357 Risanpei este un asteroid din centura principală de asteroizi. A fost descoperit pe 22 octombrie 1976 la Kiso de Hiroki Kosai și Kiichiro Hurukawa. Asteroidul prezintă o orbită caracterizată de o semiaxă mare de 2,30 ua, o excentricitate de 0,18 și o înclinație de 6,4° în raport cu ecliptica.